# Cathal Crowe

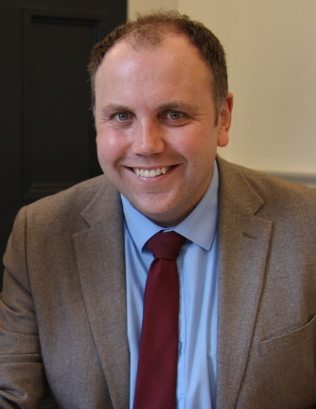
Cathal Crowe (2024)

Cathal Crowe (* 1. Oktober 1982 in Limerick) ist ein irischer Politiker (Fianna Fáil) und seit 2020 Abgeordneter im Dáil Éireann, dem Unterhaus des irischen Parlaments.
Crowe wurde am Mountshannon National School der University of Limerick zum Grundschullehrer ausgebildet. Bereits 2004 wurde er in den Clare County Council gewählt und war mit 21 Jahren das bislang jüngste Mitglied eines Councils in Irland. Bis einschließlich 2019 wurde er in den Clare County Council gewählt. Im Wahlkreis Clare trat er dann bei den Wahlen zum Dáil Éireann 2020 an und erlangte einen Sitz im Dáil Éireann. Diesen Erfolg konnte er bei den Wahlen 2024 wiederholen.
Crowe ist mit Maeve Fehilly verheiratet und hat drei Kinder. 